# گیوله (بازیکن فوتبال، زاده ۱۹۸۷)
گیوله (انگلیسی: Guille؛ زادهٔ ۱۱ ژانویهٔ ۱۹۸۷) بازیکن فوتبال اهل اسپانیا است.
از باشگاه‌هایی که در آن بازی کرده‌است می‌توان به باشگاه فوتبال ویرا، باشگاه فوتبال آلباسته بالومپیه، و باشگاه فوتبال آریس سالونیک اشاره کرد.